# Peter Frederick Strawson
Peter Frederick Strawson (Londra, 23 novembre 1919 – Londra, 13 febbraio 2006) è stato un filosofo inglese, tra i massimi esponenti della filosofia analitica.
Nominato lecturer all'University College, Oxford, nel 1947, è stato tutorial fellow dal 1948 al 1968 e quindi Waynflete Professor of Metaphysical Philosophy presso la University of Oxford (Magdalen College) sino al 1987. Fu Inoltre presidente della Aristotelian Society dal 1969 al 1970.
Di particolare importanza è il suo articolo "On Referring", pubblicato sulla rivista Mind nel 1950, in cui mette in discussione la teoria delle descrizioni di Bertrand Russell, esposta nel celebre articolo "On Denoting" del 1905.

## Biografia
Strawson nasce a Ealing, uno dei quartieri periferici di Londra. I genitori sono entrambi insegnanti e si trasferiscono a Finchley dove il ragazzo frequenta il Christ's College. Al termine della scuola ottiene una borsa di studio e s'iscrive al St John's College di Oxford per studiare filosofia, politica e economia, specializzandosi in logica e filosofia di Immanuel Kant. Nel 1940, finiti gli studi a Oxford e con lo scoppio della seconda guerra mondiale, si arruola nella Royal Artillery lasciando poi l'esercito nel 1946.
Rientrato in patria, inizia a lavorare presso l'University College of North Wales come assistente e nel 1946 ritorna a Oxford per lavorare all'University College come docente e poi nel 1948 come fellow.
La reputazione di Strawson cresce a seguito del dibattito sulla la famosa proposizione "L'attuale re di Francia è calvo", che Russell aveva giudicato sensata ma falsa: secondo Strawson questa proposizione è naturalmente sensata, ma non è falsa, perché non include la proposizione esistenziale "l'attuale re di Francia esiste", come invece aveva affermato Russell. Secondo Strawson infatti è necessario distinguere tra proposizione e uso di una proposizione, cioè asserzione: solo un'asserzione è vera o falsa. Strawson (facendo l'esempio "il re di Francia è saggio") aggiunge che una persona rimarrebbe contraddetta solo nel caso che gli fosse risposto che "il re di Francia non è saggio" e non dalla proposizione "il re di Francia non esiste". Una proposizione pertanto non dipende, per essere considerata vera o falsa, dal riferimento, ma da regole logiche. 
Il filosofo inglese ha contrapposto la sua concezione performativa della Verità alla concezione della verità come corrispondenza (la Teoria corrispondentista della verità) nell'articolo Truth, pubblicato sulla rivista "Analysis" (1949). 
Strawson è inoltre celebre per avere fatto conoscere la filosofia di Immanuel Kant in ambito analitico in Gran Bretagna. L'ha distaccata peraltro dalla interpretazione neoidealistica di filosofi come Francis Bradley e di John Mc Taggart, che tendevano a considerarla come una propedeutica alle metafisiche di Fichte, Schelling e Hegel. Questa interpretazione metafisica trascendentale del criticismo kantiano aveva avuto il suo inizio con la celebre opera The Secret of Hegel, pubblicata da James Hutchison Stirling  nel 1865. Strawson ha dimostrato invece che la filosofia di Kant costituisce un approfondimento delle tematiche epistemologiche relative al rapporto tra esperienza, conoscenza e scienza, analizzate da John Locke, ma trattate sistematicamente soprattutto da David Hume. Un Kant sulle "orme " di Hume è stato così imposto da Strawson nell'ambiente oxoniense e britannico in generale. Questa nuova interpretazione anti-idealistica di Strawson era anche in contrasto con l'interpretazione di Russell, che aveva considerato Kant un filosofo legato ad una impostazione razionalista sostanzialmente pre-humiana, nonostante che Kant stesso avesse affermato, nei "Prolegomeni ad ogni metafisica futura che vorrà presentarsi come scienza" (1783), di "essere stato svegliato dal sonno dogmatico" proprio dalla filosofia di Hume. Strawson fu peraltro autore di importanti scritti su Kant:  tra questi si segnala "The Bounds of Sense. An Essay on Kant's Critique of Pure Reason" del 1966, tradotto in italiano come "Saggio sulla Critica della ragion pura di Kant" nel 1985. Strawson offre della filosofia di Kant un'interpretazione che sottolinea soprattutto il momento critico, cercando di mettere in secondo piano il momento dottrinario, che il filosofo inglese ritiene meno importante, anche se molti principi possono essere riutilizzati alla luce di una metafisica descrittiva, nel senso inteso proprio dal filosofo inglese. Strawson infatti si è  occupato di logica e filosofia del linguaggio, ma anche di metafisica. Particolarmente nota e influente è la sua distinzione, presente nella sua opera più significativa Individuals   (tr. it. Individui) del 1959,  tra: "metafisica descrittiva" e "metafisica correttiva". La prima si occuperebbe di «descrivere l'effettiva struttura del nostro pensare sul mondo»; la seconda di «produrre una struttura migliore» (Individuals, Introduzione). Secondo Strawson "metafisiche correttive" sono quelle di Cartesio, Leibniz e Hegel; "metafisiche descrittive" invece quelle di Aristotele e Kant. Per quanto riguarda la propria filosofia, il filosofo inglese la caratterizza come "metafisica descrittiva" . 
Riguardo al problema morale, Strawson fu uno strenuo difensore della libertà dell'uomo considerato come agente morale. La sua concezione  è compatibilista: anche in presenza di un assoluto determinismo, il filosofo inglese pensa che si possa parlare di libertà, tenendo però distinti i due piani della natura e della responsabilità pratica. 
Dal punto di vista politico, Strawson era un convinto liberale. In questo senso e' celeberrimo un episodio accaduto al filosofo inglese  durante una sua conferenza a Belgrado nel 1977: ad una domanda posta da un ascoltatore, che gli aveva chiesto se egli fosse un borghese, Strawson si autodefini' 'Elitist liberal bourgeois'. È necessario peraltro ricordare che la città era, all'epoca, la capitale della Jugoslavia comunista di Tito. Per tutta risposta l'ascoltatore disse che " lo avrebbe invidiato".

## Opere principali
- "Truth", "Analysis", 1949.
- "On Referring", "Mind", 1950.
- Introduction to Logical Theory, 1952. Trad. it. Introduzione alla teoria logica, Einaudi, Torino 1961
- Individuals: An Essay in Descriptive Metaphysics, 1959. Trad. it. Individui. Saggio di metafisica descrittiva, Feltrinelli-Bocca, Milano 1978
- The Bounds of Sense: An Essay on Kant's Critique of Pure Reason, 1966. Trad. it. Saggio sulla Critica della ragion pura di Kant, Laterza, Roma-Bari 1985
- Logico-Linguistic Papers, 1971
- Freedom and Resentment and other Essays, 1974
- Subject and Predicate in Logic and Grammar, 1974
- Skepticism and Naturalism: Some Varieties, 1985
- Analysis and Metaphysics, 1992
- Entity and Identity, 1997